# Walholzkirche

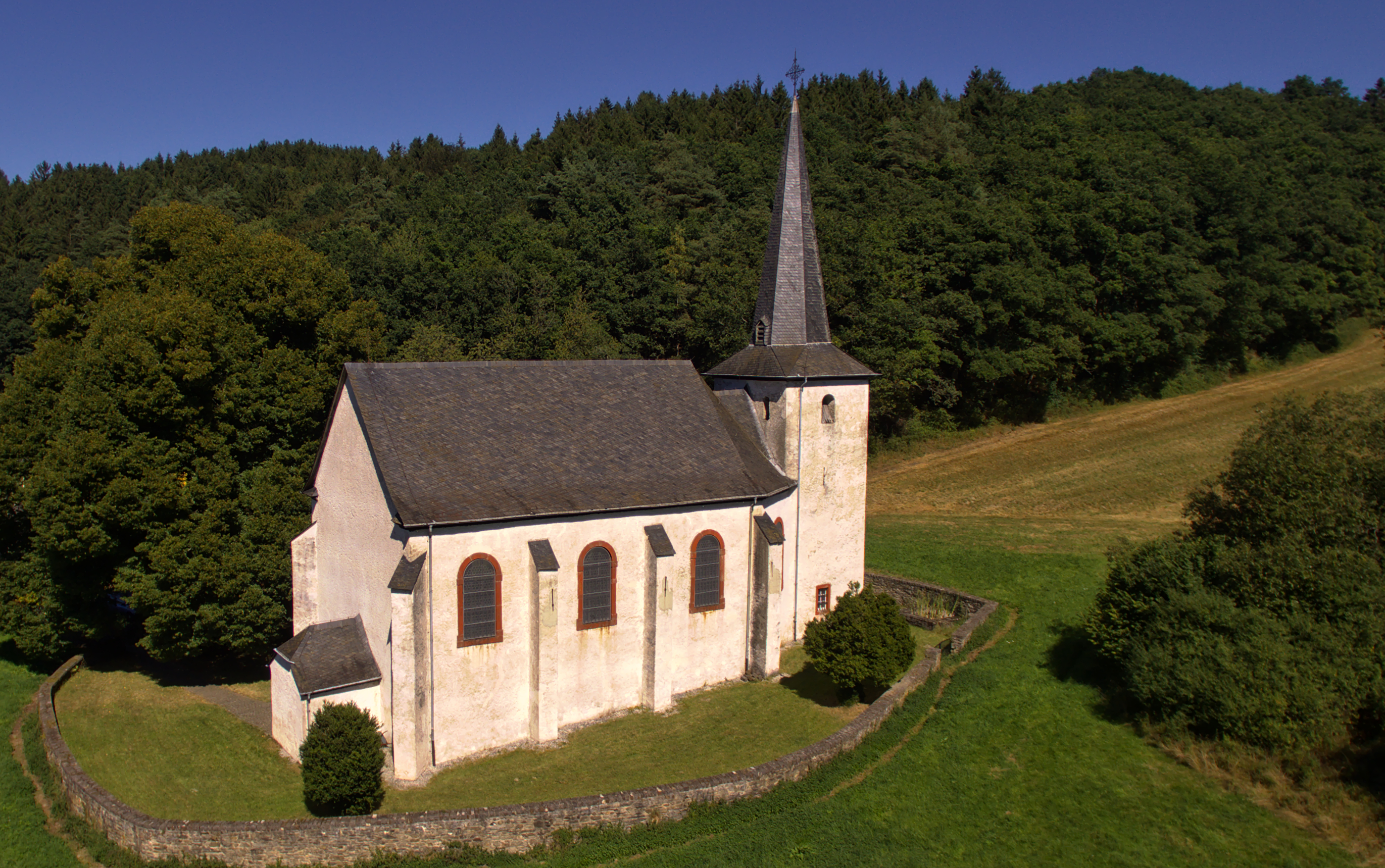
Die Walholzkirche von Süden

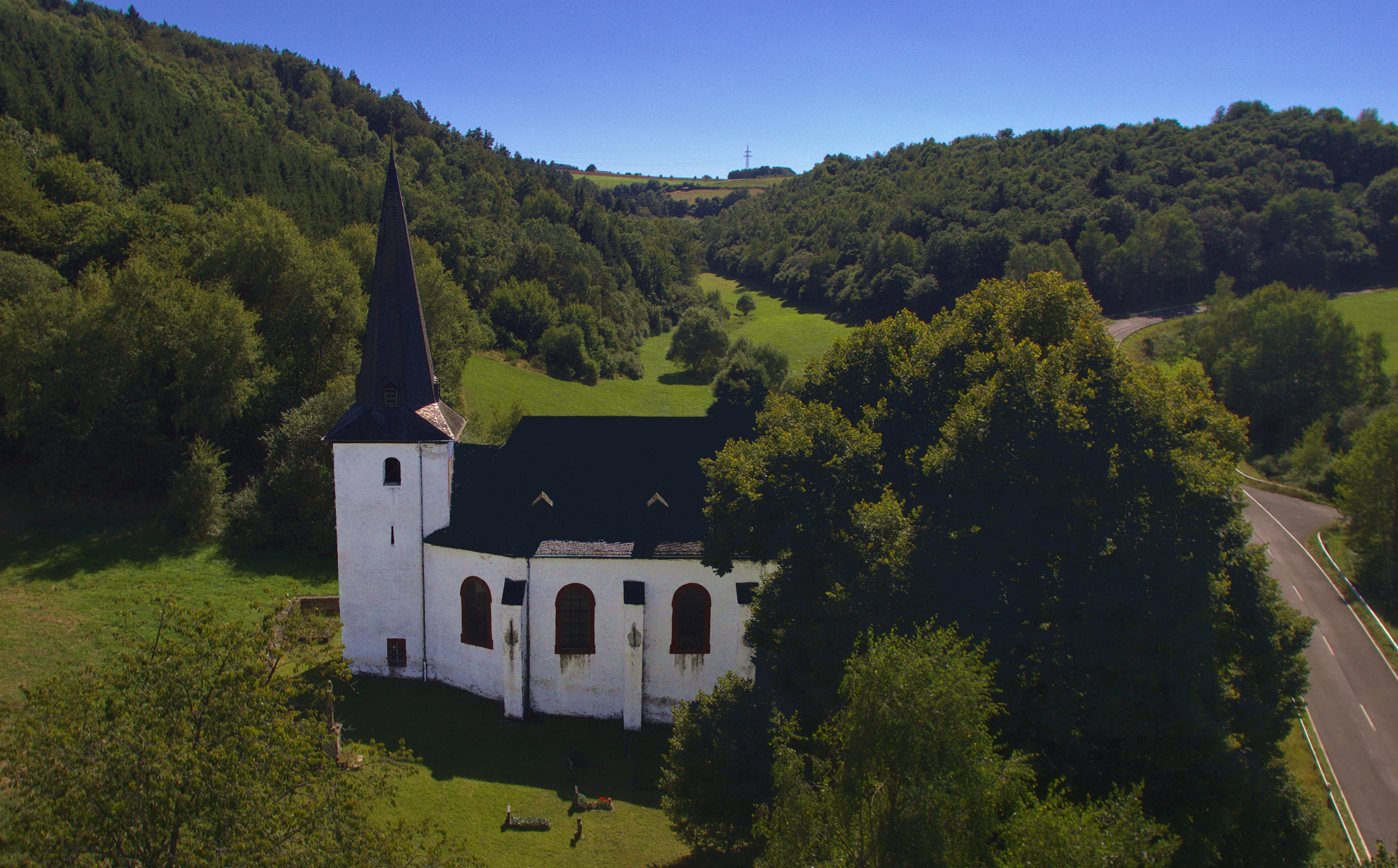
Die Walholzkirche von Norden

Die Walholzkirche liegt in der Gemarkung von Weiperath an der Straße nach Hunolstein auf dem Gebiet der Gemeinde Morbach im Landkreis Bernkastel-Wittlich in Rheinland-Pfalz.

## Geschichte
Die Kirche wurde als vermutlich hölzerne Kirche zwischen 1130 und 1150 erbaut. Das genaue Baujahr ist nicht bekannt. Sie wurde zu Ehren des Apostels Matthias errichtet, vermutlich infolge der rasch wachsenden Verehrung des Apostels nach dem Fund seiner Gebeine 1127 in Trier. Vor dem Bau der Hunolsteiner Kirche in 1907 war die Walholzkirche die katholische Pfarrkirche für die umliegenden Gemeinden. in einer Steuerliste (Taxa generalis) von 1330 ist Walholz als Pfarrei aufgeführt (neben Berglicht, Thalfang und Bischofsdhron). Auch die Taxa generalis von 1389 nennt Walholz-Morscheid als Pfarrei, inzwischen von Berglicht abgetrennt. Ein Visitationsprotokoll von 1569 führt Walholz als Hauptpfarrkirche auf, während Morscheid mit der Kirche St. Cuno und Gutenthal als Filialkirchen von Walholz genannt werden. 
Nach den Zerstörungen der Burg Hunolstein und der Dörfer im Umkreis im Dreißigjährigen Krieg verlor die Kirche an Bedeutung, und der kirchliche Mittelpunkt verlagerte sich nach Morscheid. Die Pfarrei war von etwa 1650 bis 1803 verwaist und wurde von den Geistlichen aus Morscheid seelsorgerisch betreut. Ab 1756 kümmerte sich ein Kaplan aus Morscheid um die Gläubigen. 1803 wurde das Kirchspiel Walholz mit den Kirchgemeinden Hunolstein, Weiperath und Odert gebildet. Der jetzige Bau wurde 1760 als Um- und Erweiterungsbau der baufällig gewordenen Vorgängerkirche errichtet. Zudem benötigte man mehr Kirchenraum als die ältere Kirche zu bieten hatte. Aus der älteren Kirche ist die Glocke mit der Jahreszahl 1392 erhalten und der Turm, dessen unterer Teil zu zwei Dritteln aus dem 12. Jahrhundert stammt. Weitere Zeugen zu jener Zeit sind eine Urkunde aus 1228 und ein Sitzungsbericht des Landkapitels Piesport aus 1468.
Damals war Walholz Filial der Großpfarrei Berglicht, zu der folgende Ortschaften mit ihren Mühlen gehörten: Elzerath, Gräfendhron, Gutenthal, Haag, Horath, Hoxel, Lampersberg (das spätere Hunolstein), Merschbach, Morscheid, Odert, Riedenburg, Weiperath und Wolzburg. Der Bau der Kirche steht in Zusammenhang mit Burg Hunolstein, deren Herren die genannten Orte lehenshörig und fronpflichtig waren. 
Ein leichtes Erdbeben am 19. Juli 1846 erzeugte im Gewölbe der Länge nach ein Riss, der zu einer Einsturzgefährdung führte. 1907 wurde die Kirche wegen des Kirchenneubaus in Hunolstein verlassen. Die Heilige Messe wird heute nur noch selten hier abgehalten. Seit 1990 wurde die Kirche mit privaten Spenden, Eigenleistungen und dem Einsatz der Bevölkerung renoviert.

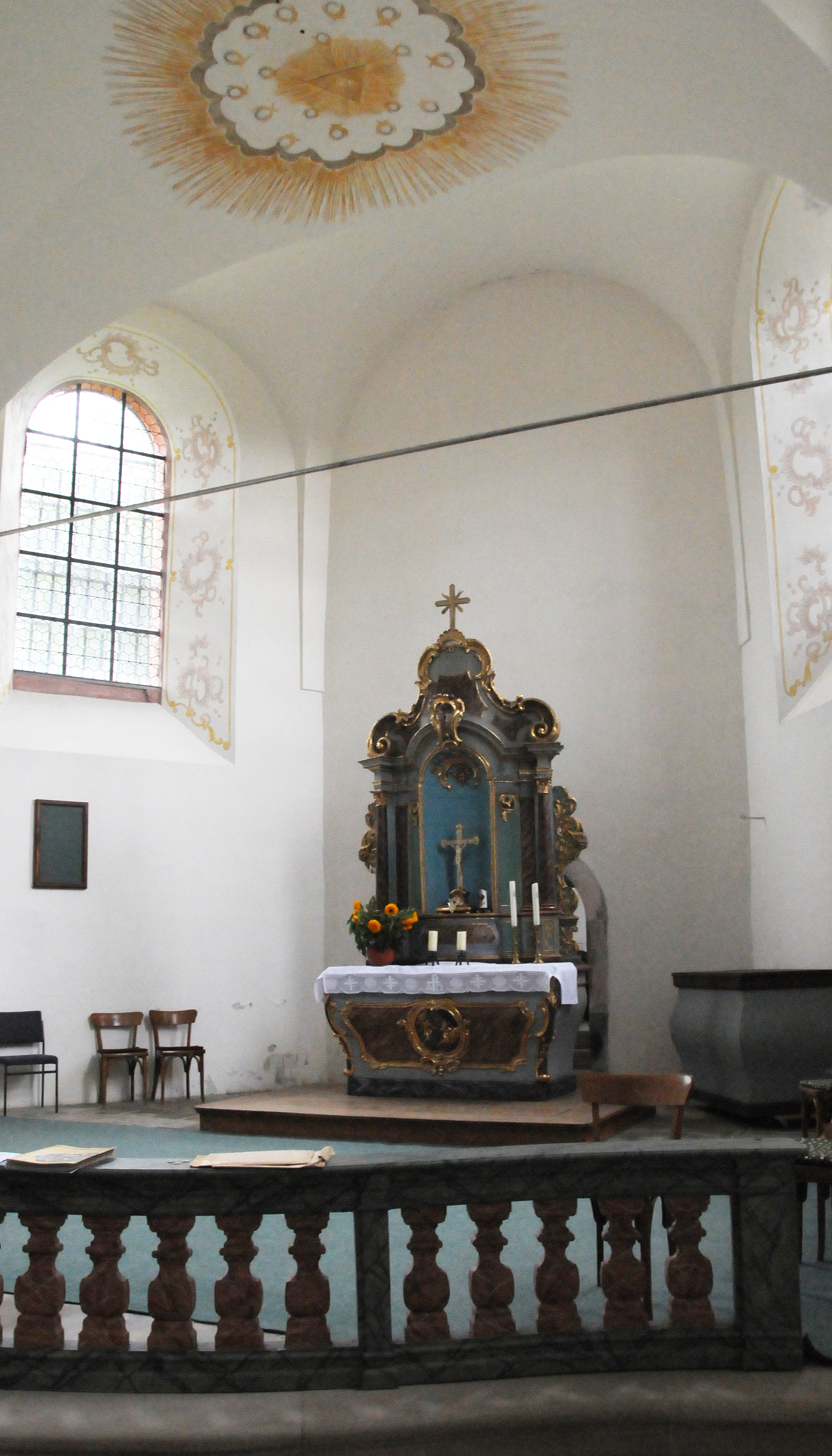
Hochaltar
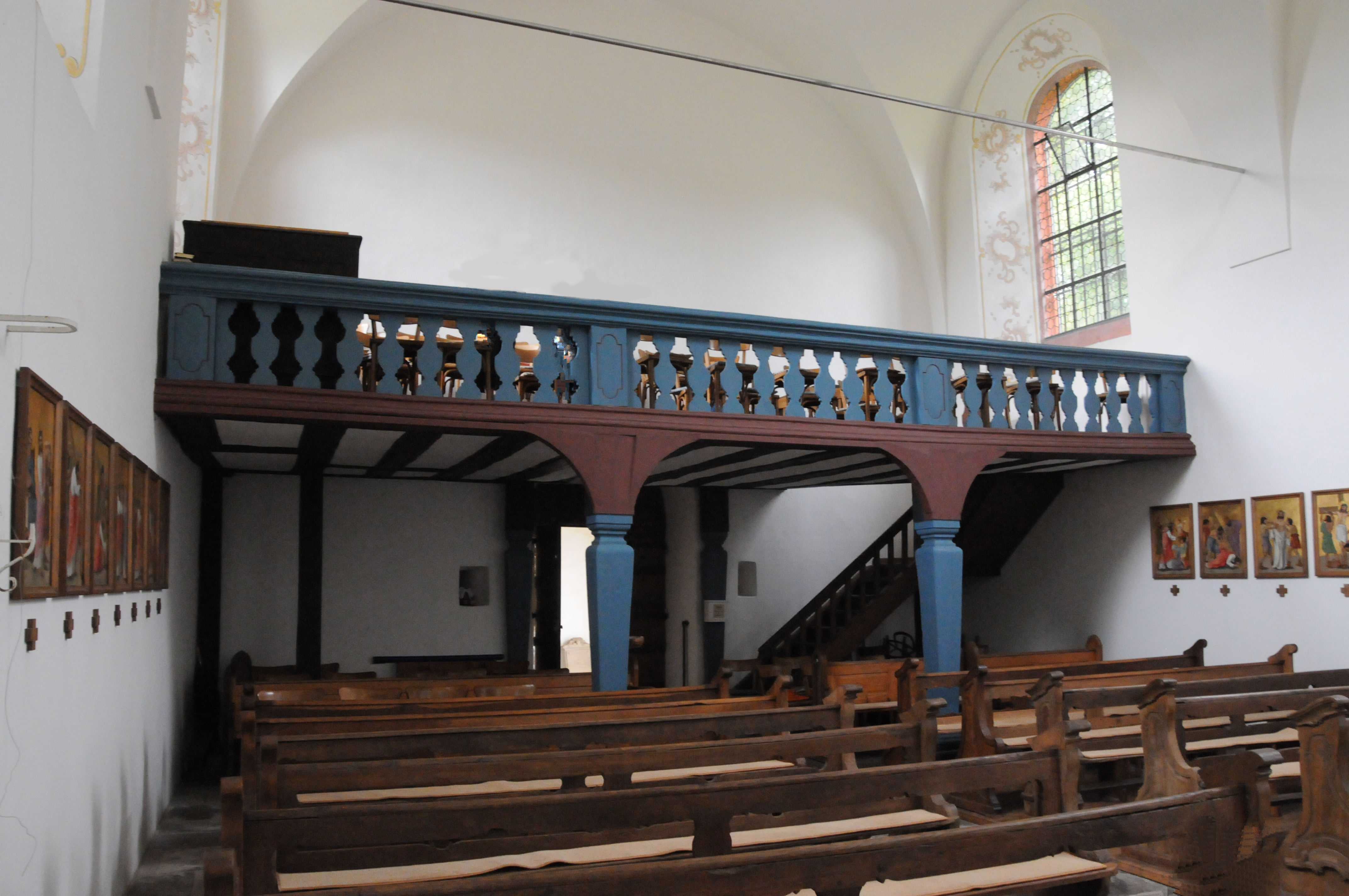
Westempore
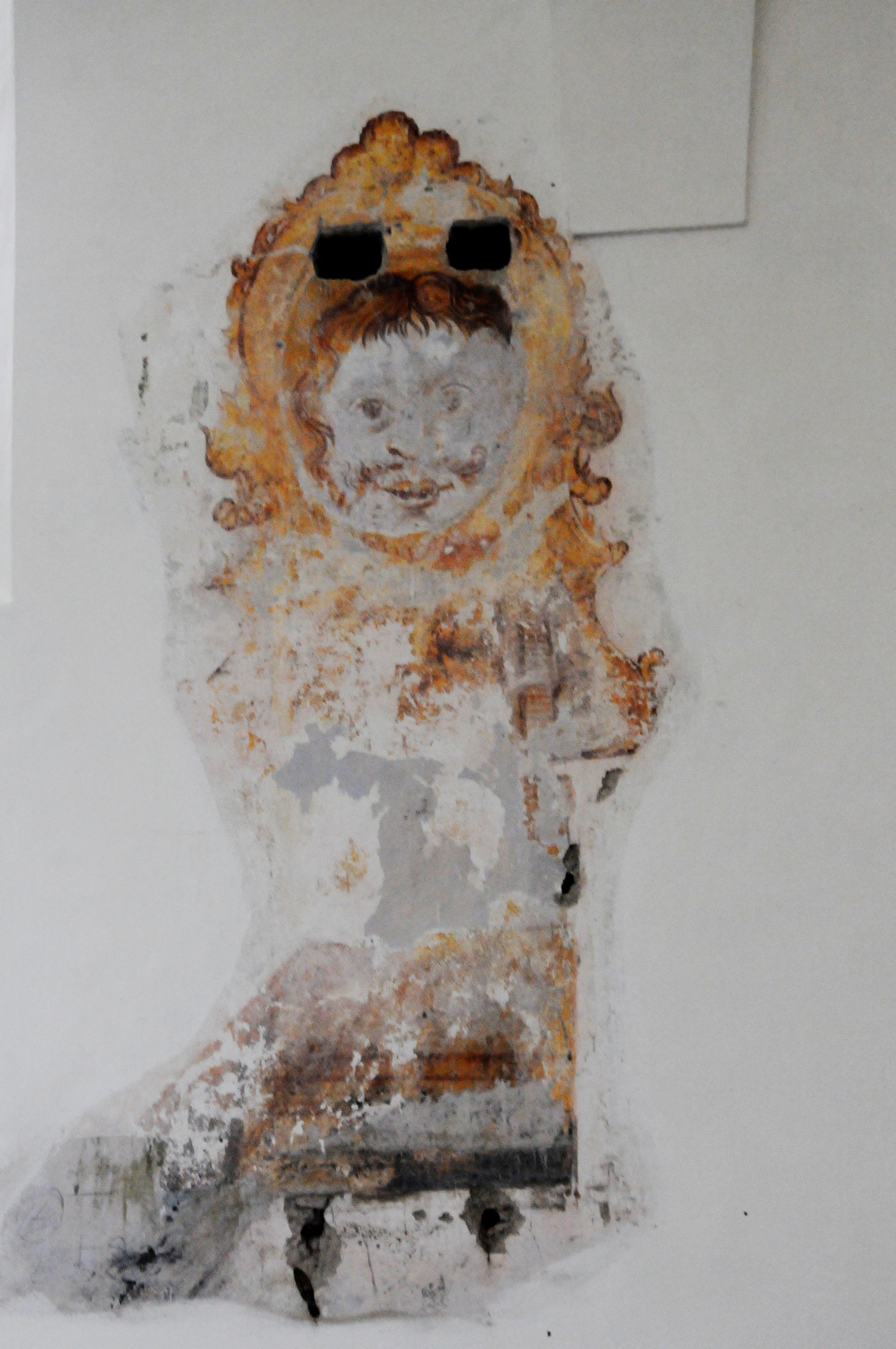
Fresco hinter der ehemaligen Kanzel
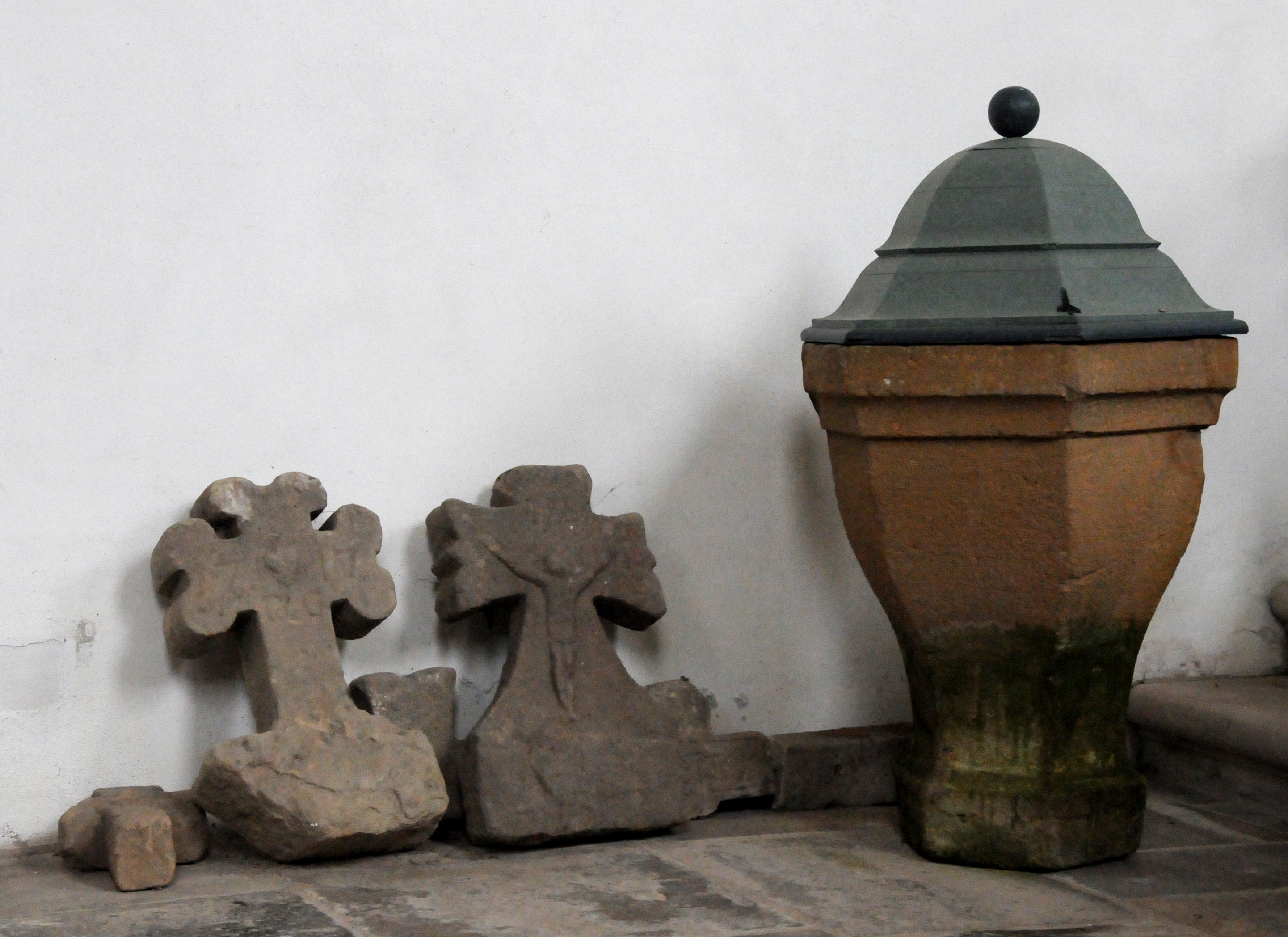
Taufstein

## Baustile

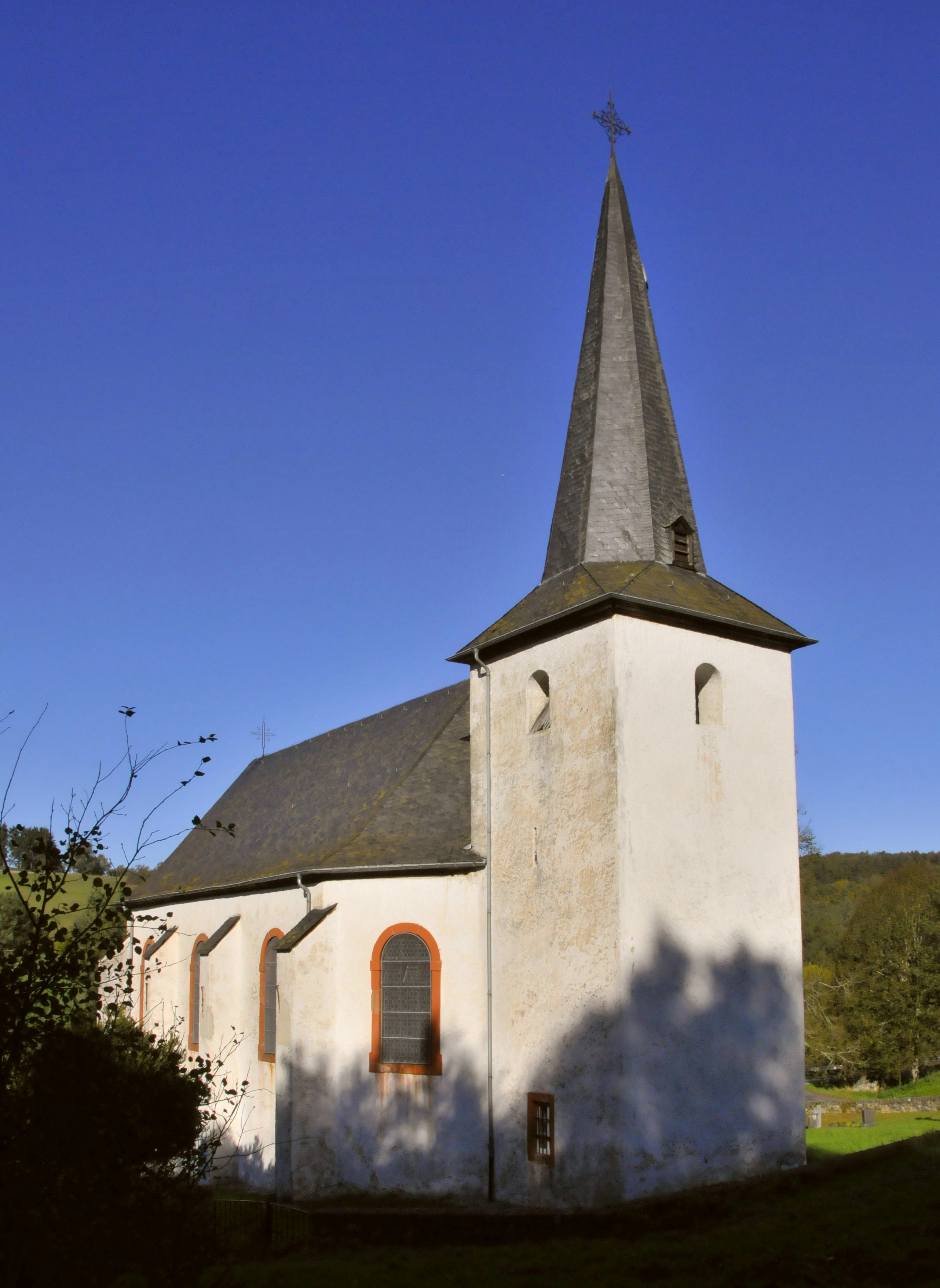
Die Walholzkirche von Südwesten

Die Kirche in Saalbau-Bauweise mit dreiseitigem Chorschluss ist ein altes Kulturdenkmal und vereinigt drei Baustile: Der romanische frühere Chorturm stammt aus dem 13. Jahrhundert, und das Langhaus in gotischem Stil aus dem 14. Jahrhundert. Im 18. Jahrhundert erfuhr das Gotteshaus eine barocke Umgestaltung. 
Es ist von einem Kirchhof umgeben mit Umfassungsmauer, neben der Kirche steht eine alte, mächtige Linde. Die Kirche ist ein verputzter Bruchsteinbau, ihr Turm ist östlich angebaut. Das Kircheninnere ist 18,50 m lang, 8,90 m breit und hat eine Höhe von 4,30 bis zum Kämpfer. Das wölbungsfreie Untergeschoss des Turmes beherbergte die Sakristei. Der Glockenschall verlässt die Glockenstube über drei Schallöffnungen, über denen ein achtseitiger Helm thront. Eine Rundbogentür führt zum Chor, ebenso hat die Kirche an der Westseite eine Rundbogentür. Das dreijochige Langhaus hat rundbogige Kreuzgewölbe ohne Pfeilervorlagen. 

## Quelle
- Informationstafeln an der Kirche

Koordinaten: 49° 47′ 53,8″ N, 7° 3′ 30,4″ O